# Richard Hageman
Richard Hageman   (Ljouwert, 9 de juliol de 1881 - Beverly Hills, 6 de març de 1966) fou un director d'orquestra, pianista, compositor i actor estatunidenc nascut als Països Baixos.

## Biografia
Hageman va néixer i es criava a Leeuwarden, Frísia, als Països Baixos. Era el fill de Maurits Hageman de Zutphen i Hester Westerhoven d'Amsterdam. Nen prodigi, ja feia concerts de piano als sis anys. Estudià a Amsterdam i posteriorment fou professor de piano. De jove acompanyà a cantants i es convertia en director de la Companyia d'Òpera Reial d'Amsterdam el 1899. Durant un curt període fou acompanyant de Mathilde Marchesi a París. Viatjà als Estats Units el 1906 per acompanyar Yvette Guilbert en una gira nacional. S'hi quedà i finalment es convertiria en un ciutadà estatunidenc.
Fou director de la Metropolitan Opera entre 1914 i 1932, cap del departament d'òpera del Curtis Institute de 1932 a 1936, i director de música de la Chicago Civic Opera i l'Òpera de Ravinia Park durant set anys. Durant aquests anys (1932) es casà amb la soprano Eleanora Ruggieri. Fou director convidat d'orquestres com la de Chicago, Filadèlfia i de l'Orquestra Simfònica de Los Angeles. Dirigí concerts d'estiu de l'Orquestra de Filadèlfia durant quatre anys i des del 1938 va dirigir els concerts d'estiu de la Hollywood Bowl durant sis estacions.
És conegut en el món del cinema pel seu treball com a actor i compositor de bandes sonores, més notablement pel seu treball en unes quantes pel·lícules de John Ford durant els últims anys 1930. Compartia un Oscar per la seva banda sonora de Stagecoach, del 1939. També obtingué papers menors en onze pel·lícules, per exemple com a director d'òpera a El Gran Caruso. Des del 1950 fou membre d'ASCAP.
Hageman també componia música vocal seriosa. La seva òpera de 1931 Caponsacchi, estrenada a Freiburg amb el títol Tragödie a Arezzo el 1932, es representà al Metropolitan Opera el 1937 amb Lawrence Tibbett al paper titular. El seu "concert drama" The Crucible s'estrenà a Los Angeles el 1943. Mentre que les seves grans composicions musicals se senten rarament avui, alguna de les seves cançons d'art són conegudes i altament considerades, especialment Do Not Go, My Love, una escena sobre un poema de Rabindranath Tagore.
Fou patró nacional de Delta Omicron, una fraternitat de música professional internacional.

## Obres seleccionades
- Escenari: 
  - Caponsacchi (Op. 3, R. Browning), 1931
  - I Hear America Call (oratori, R.V. Grossman), Bar, SATB, orch, 1942
  - The Crucible (oratori, B.C. Kennedy), 1943

- Bandes sonores (totes dirigides per John Ford): 
  - Stagecoach, 1939
  - El retorn a casa (The Long Voyage Home), 1940
  - Fort Apache, 1948
  - Three Godfathers, 1948
  - She Wore a Yellow Ribbon, 1949
  - Wagon Master, 1950

- Orquestra: 
  - Overture ‘In a Nutshell'; Suite, str

- Cambra: 
  - October Musings, vn, pf, 1937
  - Recit and Romance, vc, pf, 1961
- Cançons, 1v, pf: 
  - Do Not Go, My Love (Rabindranath Tagore), 1917
  - May Night (Tagore), 1917
  - At the Well (Tagore), 1919
  - Happiness (Jean Ingelow), 1920
  - Charity (Emily Dickinson), 1921
  - Nature’s Holiday (T. Nash), 1921
  - Animal Crackers (C. Morley), 1922
  - Christ Went Up Into the Hills (K. Adams), 1924
  - Me Company Along (J. Stephens), 1925
  - The Night Has a Thousand Eyes (F.W. Bourdillon), 1935
  - Christmas Eve (Joyce Kilmer), 1936
  - Music I Heard with You (Conrad Aiken), 1938
  - Miranda (Hillaire Belloc), 1940
  - Lift Thou the Burdens, Father (K.C. Simonds), 1944
  - The Fiddler of Dooney (William Butler Yeats), 1946
  - more than 50 other songs, many arranged for chorus

## Premis i nominacions

### Premis
- 1940. Oscar a la millor música per Stagecoach

### Nominacions
- 1939. Oscar a la millor música per If I Were King
- 1941. Oscar a la millor música per The Howards of Virginia
- 1941. Oscar a la millor música per The Long Voyage Home
- 1942. Oscar a la millor música per This Woman Is Mine
- 1943. Oscar a la millor música per The Shanghai Gesture